# Parque nacional de la península de Dilek y delta del Büyük Menderes
El parque nacional de la península de Dilek y delta del Büyük Menderes (turco: Dilek Yarımadası-Büyük Menderes Deltası Millî Parkı), establecido el 19 de mayo de 1966, es un parque nacional en el oeste de Turquía. Contiene dentro de sus fronteras la totalidad de la península de Dilek, así como el gran delta del río Büyük Menderes. El parque está situado en el distrito Kuşadası de la provincia de Aydın, que forma parte de la región del Egeo de Turquía. Directamente al oeste del parque nacional se encuentra la pequeña ciudad costera de Güzelçamlı, en la que operan varios autobuses y transbordadores de enlace hacia y desde el centro del distrito de Kuşadası, a unos 30 km del parque.
El parque es uno de los parques nacionales de Turquía con mayor diversidad biológica. Es el hábitat nativo y migratorio de cientos de especies de aves, mamíferos, plantas y vida marina, algunas de las cuales son totalmente endémicas del parque y no pueden observarse en ninguna otra parte del mundo. Por estas razones, está protegido por numerosas convenciones sobre la vida silvestre y los humedales, y tiene una gran importancia nacional e internacional en estas zonas.
Está separada de la isla griega de Samos (Griego: Σάμoς) por un estrecho muy angosto, conocido como el estrecho de Micala (Griego: Στενό της Μυκάλης). El estrecho recibe su nombre del monte Micala, la montaña más alta y prominente de la península, y es uno de los estrechos más angostos del Mar Egeo.

## Historia

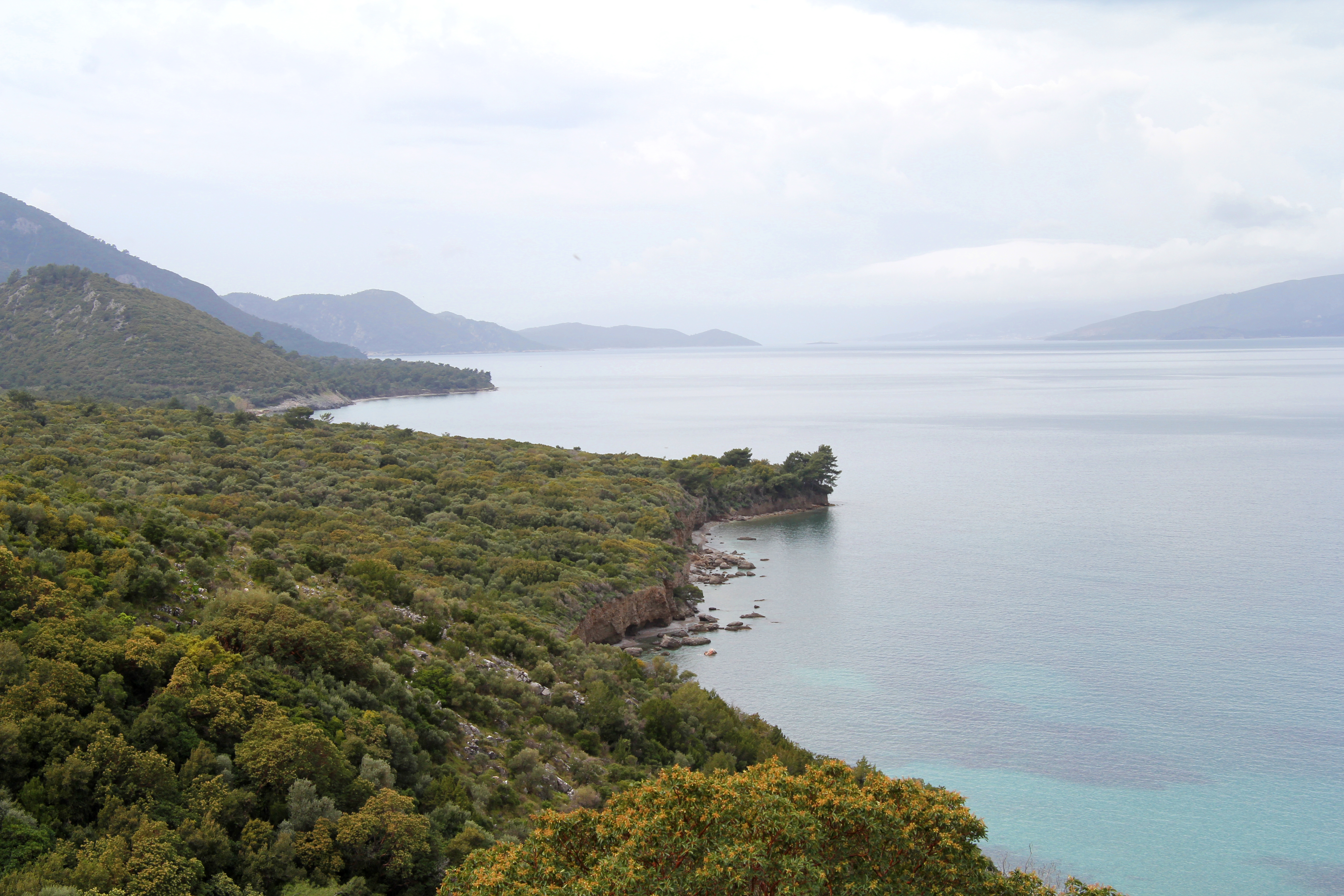
Una vista del parque

Durante la mayor parte de la existencia de la zona, las tierras desde la península de Dilek hacia el sur hasta el final del gran delta del río Büyük Menderes estaban deshabitadas por la gente o muy escasamente pobladas, y por lo demás no fueron tocadas por la influencia humana. Como resultado de este aislamiento, la zona estaba considerablemente poblada con numerosas especies de plantas y fauna, la mayoría de las cuales todavía permanecen en el parque hoy en día. Con el tiempo, bajo la influencia de los griegos antiguos y especialmente de los jonios, se construyeron varios asentamientos cerca del Monte Micala y del delta de Büyük Menderes, como Priene y Mileto. Cerca de allí, Panionium fue erigido como el lugar de encuentro de la liga Jónica. Durante la época moderna, y a pesar del importante aumento de la población y la densidad en las zonas cercanas a la ciudad portuaria de Kuşadası, no fue hasta el 19 de mayo de 1966 cuando el Ministerio de Gestión de Bosques y Aguas de Turquía declaró la península de Dilek parque nacional protegido por el Gobierno. Varios decenios después, en 1994, el delta del río Büyük Menderes, adyacente a la península en el sur, también fue promovido a la condición de parque nacional.

### Acontecimientos
A principios de 2005, se encontró una foca monje del Mediterráneo (Monachus monachus) gravemente herida en el delta del Büyük Menderes. Fue tratada inmediatamente, pero debido a complicaciones murió poco después. La foca monje del Mediterráneo está en peligro crítico, ya que sólo quedan unas 600 en el mundo, y más de 100 de ellas están dentro de las fronteras marítimas de Turquía.
La controversia rodeó al parque en abril de 2010 después de que el presidente de la Asociación de Apicultores Aydın, Kadir Kılıç, afirmara que se enviarían apicultores al parque nacional, que estaba prohibido desde su creación en 1966. El debate continuó durante un breve período de tiempo, pero la controversia se resolvió pronto, ya que un representante de la Oficina del Gobernador de Aydın afirmó públicamente la posición del gobierno provincial sobre el asunto. Negaron las afirmaciones y confirmaron que no se introducirían apicultores en el parque. En la actualidad no se permite la presencia de apicultores como medio de conservar la abundante flora del parque, muchas de cuyas especies dependen de las abejas para la polinización.

## Geografía

Un mapa completo del parque nacional incluyendo los nombres de las ciudades antiguas

La superficie total del parque nacional es de 27.598 ha, y la propia península tiene una superficie de unos 110 km², con una anchura de unos 6 km de norte a sur y una longitud de 20 km de este a oeste. Está situada a unos 8 km de Davutlar, a unos 26 km de la sede del distrito de Kuşadası (las estimaciones oscilan entre 23 y 30 km), y está directamente adyacente a la ciudad de Güzelçamlı. Otras ciudades cercanas de la provincia de Aydın tienen caminos de acceso al parque, entre ellas Aydın, Söke y, en menor medida, Didim.
El estrecho de Micala separa la península de la cercana isla de Samos. Llamado así por el monte Micala, el estrecho tiene sólo alrededor de 1,6 km de ancho en su punto más estrecho, lo que lo convierte en uno de los estrechos más angostos del Mar Egeo.

### Características populares

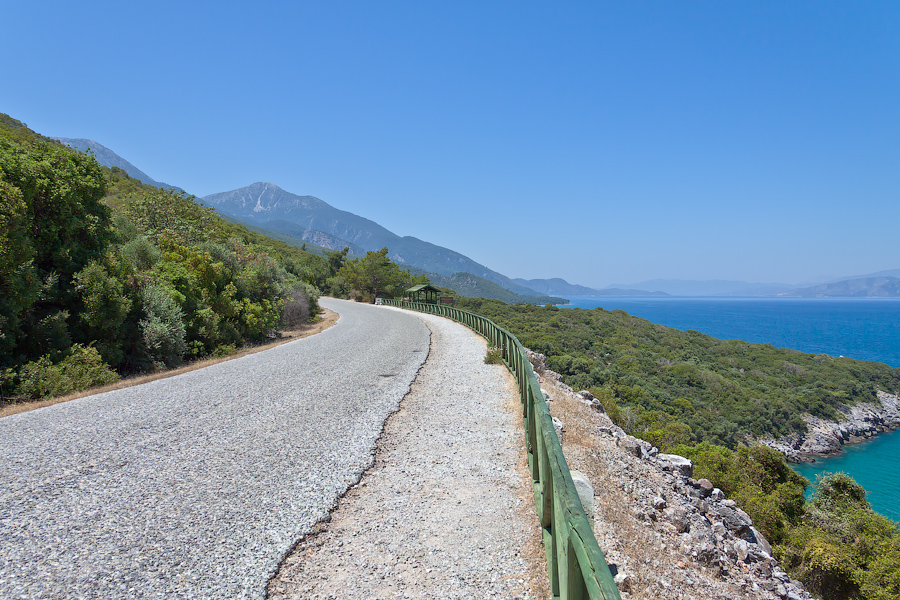
Una vista del parque con el monte Micala al fondo

El terreno montañoso de la península y sus numerosas cavernas, cañones y valles hacen que la zona sea de gran interés tanto para los visitantes como para los investigadores. Hay varias calas a lo largo de la costa que han sido nombradas para poder identificarlas fácilmente. Al entrar en el parque por el este, la primera y más oriental de las playas disponibles para el público se conoce como İçmeler Cove (en turco: İçmeler Koyu). Las aguas de esta cala son menos profundas que las de cualquier otra del parque y sus playas son arenosas, a diferencia de algunas de las calas más alejadas. Por lo tanto, parece ser más popular entre los turistas que la mayoría de las playas restantes y partes de Kuşadası son visibles a lo largo del horizonte desde ella. Aydınlık Cove está situada unos 5 km más al oeste, y tiene costas de guijarros y aguas más profundas. Marca el punto de transición donde las aguas de las playas de la península se vuelven más difíciles. Como resultado, estas playas tienden a atraer a nadadores y locales más experimentados que a turistas. Después de pasar el punto de control del jandarma (patrulla de seguridad pública), un giro en una carretera conduce a un cañón cercano, inmediatamente a la izquierda. A partir de este punto, hay varios senderos que atraviesan los bosques de la península. Uno de ellos conduce al pueblo de Doğanbey, y si se sigue más allá, conduce a la cercana ciudad portuaria helenística antigua de Karine. Sin embargo, los últimos 9 km de este sendero son de acceso limitado, y se requiere un permiso o un guía turístico acompañante para seguirlo. La tercera cala a lo largo de la península, Kavaklı Cala Burun, y la última cala, la más occidental y accesible al público, Cala Karasu, ofrecen ambas vistas cercanas de la isla de Samos, y son significativamente menos visitadas que las antiguas calas de la península. En el extremo de la península aparece su montaña más alta, Micala (en turco: Dilek Dağı), que se cierne sobre Samos y su estrecho homónimo.

#### Cueva de Zeus

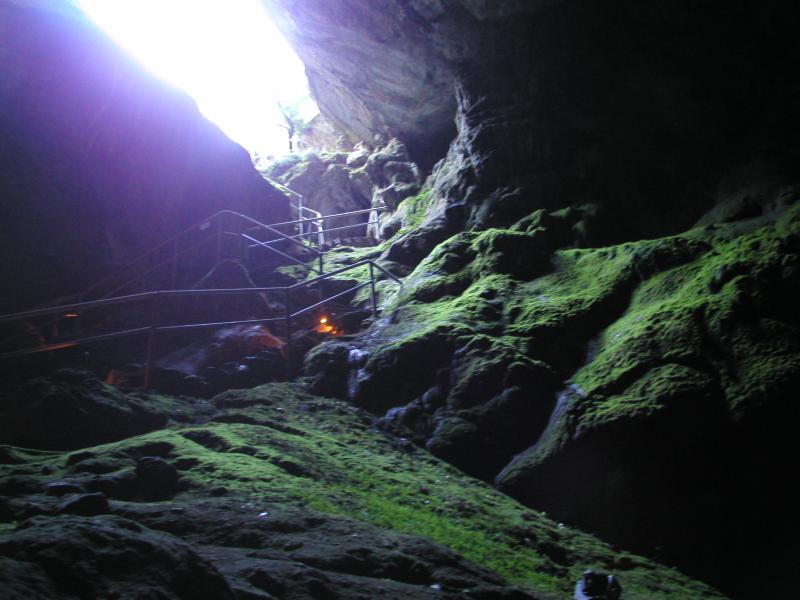
Una vista de la Cueva de Zeus cerca de la entrada

Inmediatamente después de entrar en el parque nacional, una bifurcación del camino principal inicia un sendero que atraviesa la península interior y conduce a una caverna local conocida como la Cueva de Zeus (en turco: Zeus Mağarası). La entrada es densa en vegetación, cubriendo partes de ella. También hay un árbol de los deseos al que la gente suele atar objetos y pertenencias, esperando que sus deseos sean concedidos. La Cueva de Zeus está llena de agua clara de un manantial subterráneo, lo que la convierte en otra atracción turística común cerca del parque nacional. El nombre de la cueva invoca las muchas leyendas que se refieren a la cueva y sus orígenes, incluida una que sostiene que Zeus se bañó en la cueva.

#### Delta del Büyük Menderes
El río Büyük Menderes (en inglés: Great Meander) desemboca en un amplio delta en el Mar Egeo, con una superficie de 16.613 ha (41.050 acres); más grande que toda la península de Dilek que está justo al norte, con sólo 10.985 ha (27.140 acres). El delta de Büyük Menderes es uno de los humedales más diversos de Turquía, tanto en términos de vegetación como de vida marina, y está protegido por varios acuerdos sobre humedales, como la Convención de Ramsar. Su biodiversidad se deriva en parte de las tierras fértiles y las aguas dulces del delta, lo que atrae a numerosas especies a la zona, incluidas varias aves migratorias. Las montañas cercanas de la península provocan una marcada diferencia de temperatura entre las caras septentrional y meridional de la península, lo que produce la variedad de tipos de especies que se encuentran en la región del delta. La zona cuenta con un sendero para los visitantes y opciones para el piragüismo y el pícnic.

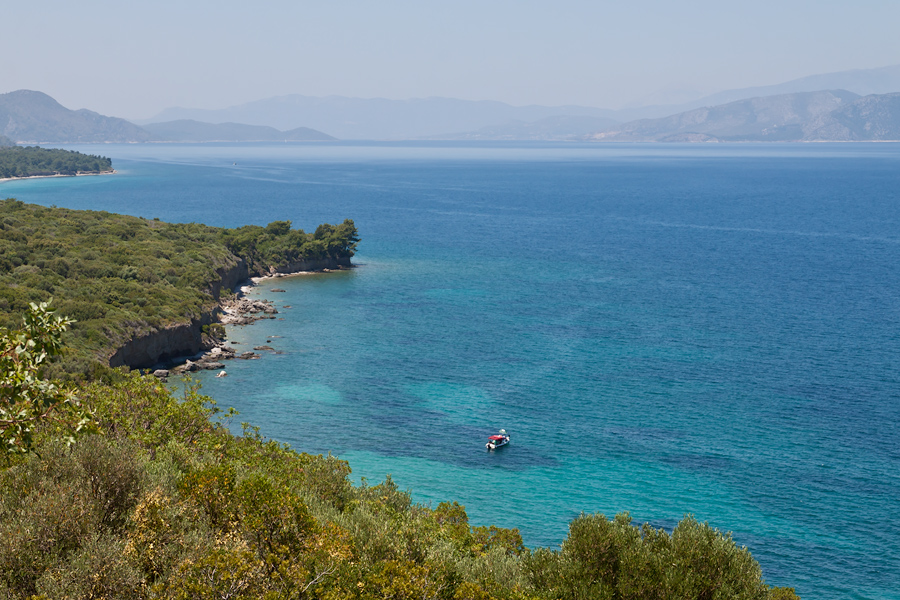
Una vista de un barco y una de las calas más pequeñas de la península vista desde un camino hacia el oeste

### Clima
El parque nacional de la península de Dilek y delta del Büyük Menderesk tiene un clima mediterráneo (clasificación climática de Köppen Csa), y como tal, es seco y templado durante la mayor parte del año, excepto durante los inviernos, cuando se produce la mayor parte de las precipitaciones anuales. La temperatura media durante todo el año es de unos 18 °C (64 °F), y oscila entre mínimos medios de 8 °C (46 °F) en invierno y máximos de unos 27 °C (81 °F) en verano. Sin embargo, en las cimas de las montañas, a medida que aumenta la altitud, las temperaturas suelen ser mucho más bajas, y la temperatura media anual no suele ser superior a 13 °C (55 °F). Hay diferencias adicionales de precipitaciones dependiendo de la altitud, y también entre los lados norte y sur de la península. Tales cantidades de precipitaciones oscilan entre 900 y 1.500 mm (35-59 pulgadas) anuales. Por lo tanto, diferentes especies de plantas viven a mayor altitud que las que se encuentran a nivel del suelo, y lo mismo ocurre cuando se compara la cara sur de la península y las zonas del delta de los ríos con las del norte.

## Geología

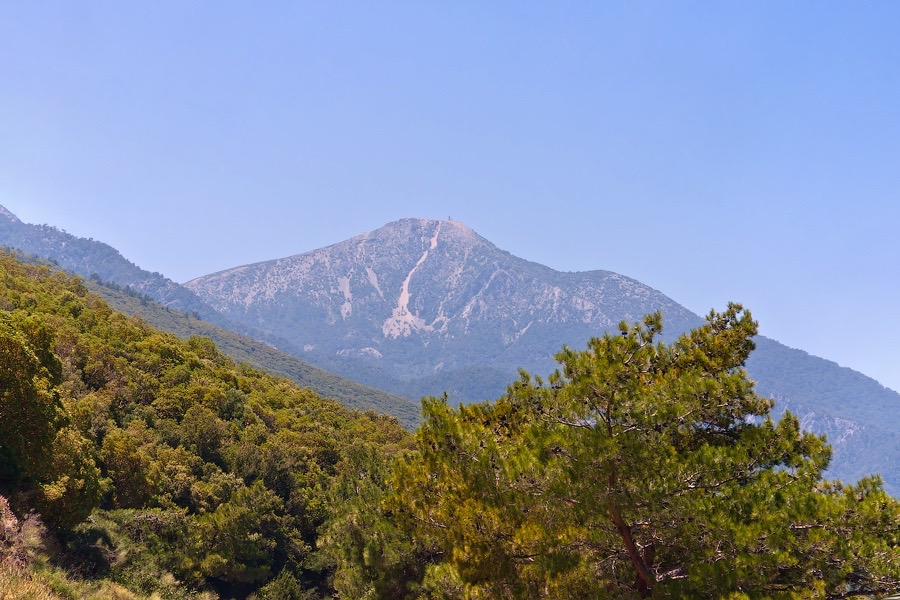
Una vista de monte Micala

El terreno de la península tiene mucho que ver con la geología de la región del Egeo en general. La península se formó en su forma actual a lo largo de varias eras geológicas con la fusión tectónica de formaciones de esquisto paleozoico, depósitos de caliza y mármol del Mesozoico y, por último, la acumulación de arcillas y otros sedimentos durante el período Neógeno. Esto se debe en parte a la inestabilidad del terreno ocasionada por los bloques de fallas de Turquía y a la estrecha proximidad del límite de la placa de Anatolia-Egeo, que ha generado los macizos de montañas en todo el oeste de Turquía. Esto incluye la península y las montañas que rodean el río Büyük Menderes, conocidas colectivamente como el Macizo de Menderes.
La península es muy montañosa, y la mayoría de sus montañas tienen elevaciones cercanas a los 1.200 m sobre el nivel medio del mar. Su montaña más alta, el monte Micala, tiene aproximadamente 1.237 m de altura.

## Biología
El parque nacional es bastante diverso en su vida silvestre y vegetación, albergando aproximadamente 804 especies distintas de plantas, 256 especies de aves y una variedad considerable de mamíferos, reptiles y vida marina. La totalidad del parque nacional, incluidos el parque nacional de la Península de Dilek y el parque nacional del Delta del Büyük Menderes, está actualmente protegido por la Convención de Ramsar, el Convenio de Berna sobre la conservación de la vida silvestre y los hábitats naturales de Europa, el Convenio de Río sobre la Diversidad Biológica y el Convenio de Barcelona.

### Flora
El parque tiene una gran diversidad de vegetación. Debido a las diferencias de temperatura y clima entre las distintas zonas y elevaciones del parque, no sólo está presente la típica flora egea, sino también muchos ejemplares que normalmente sólo se encuentran en zonas costeras separadas de Turquía, como en las regiones del Mediterráneo, la región de Mármara y el Mar Negro.
De las 804 especies de flora distribuidas por el parque, seis son endémicas, completamente exclusivas del área del parque, y no pueden ser observadas en ningún otro lugar de la tierra, mientras que otras 30 son indígenas. Las especies de plantas más comunes y ampliamente distribuidas en todo el parque nacional son los arbustos de maquis mediterráneos como el enebro fenicio (Juniperus phoenicea). Otras especies vegetales comunes en la zona son el peral de hoja de oleastro (Pyrus elaeagnifolia), el pino turco (Pinus brutia) y el zumaque de hoja de olmo (Rhus coriaria).

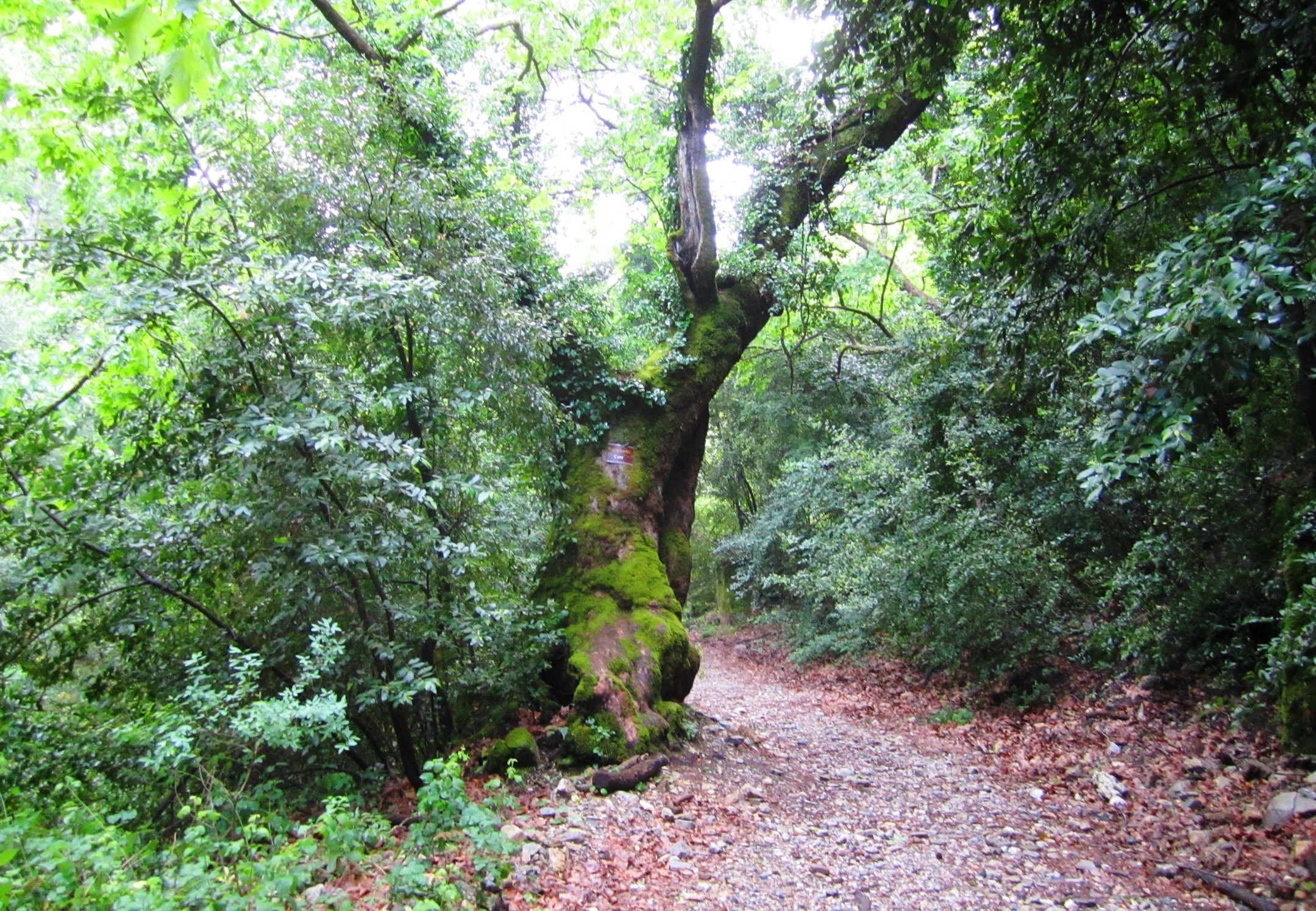
Un árbol visto desde el interior del bosque

### Fauna
En total, se han documentado 28 especies de mamíferos, 42 especies de reptiles y 45 especies de peces dentro del parque. Varios jabalíes (Sus scrofa) son nativos del parque. A menudo se encuentran cerca de las playas donde se alimentan de las sobras y la basura que arrojan los visitantes. Más allá de los bosques de la península, se pueden observar otros mamíferos, como chacales dorados (Canis aureus), lince euroasiático (Lynx lynx), e incluso varias hienas rayadas (Hyaena hyaena) y caracales (Caracal caracal), entre muchos otros que generalmente no son nativos de esas zonas.
A lo largo de la costa sur de la península, y dentro del delta del río, existe gran variedad de vida marina y de aves. Muchas de estas especies están en peligro de extinción, lo que fue uno de los principales factores considerados al poner el delta bajo protección nacional. Algunas de las especies de aves más comunes que se observan aquí son el cormorán pigmeo (Microcarbo pygmeus), las garcetas (Egretta garzetta), el cernícalo primilla (Falco naumanni), el chorlito patinegro (Charadrius alexandrinus), el águila de cola blanca (Haliaeetus albicilla) y el pelícano dálmata (Pelecanus crispus), para los que el parque es un lugar de anidación clave. La vida marina consiste en especies típicas del mar Egeo, así como en algunas especies que suelen encontrarse en otros lugares.
La biodiversidad de la fauna oceánica local no se conoce bien. Se considera que las tortugas y mamíferos marinos, incluidas las focas monje, los rorcuales comunes (sólo se ha documentado un avistamiento y cinco varamientos en aguas turcas) y los delfines residen en la zona del parque, aunque no está claro si viven de forma permenente.

## Actividades

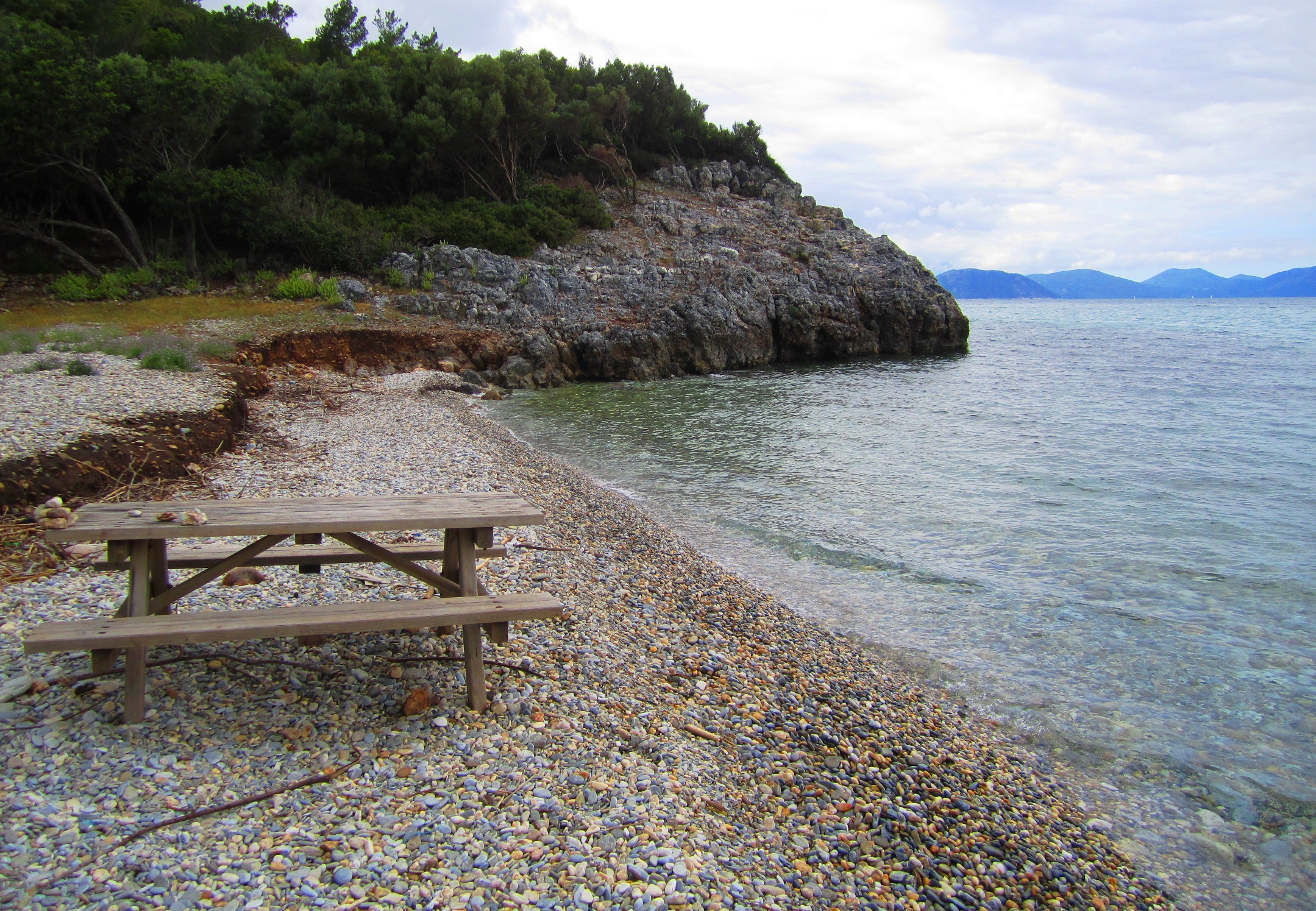
Una pequeña cala a lo largo de la costa norte de la península

La fotografía de la naturaleza es una actividad común en el parque debido a la gran variedad de flora y fauna, así como la fotografía de paisajes debido al terreno montañoso y las vistas. Hay varios senderos forestales y empresas de alta elevación utilizados por excursionistas y montañeros respectivamente. Hay muchas otras actividades disponibles para los visitantes, así como algunas actividades prohibidas. Por ejemplo, aunque se permite la pesca recreativa, hay graves consecuencias para toda persona que se encuentre cazando dentro de la jurisdicción del parque.

### Turismo
El parque es el más visitado durante los meses de primavera y verano, cuando está abierto entre las 8:00 y las 19:00 (7:00 p. m.) hora local. En otoño e invierno, cierra a las 17:00 (5:00 p. m.). La tarifa debe ser pagada en la entrada. Acampar, encender fuegos o establecer refugios para pasar la noche está estrictamente prohibido dentro de los límites del parque nacional con el fin de proteger el ecosistema circundante. Se puede llegar al parque desde el centro de la ciudad de Kuşadası a través de varios dolmuş (taxis compartidos) que regularmente hacer la ruta a la ciudad más cercana de Güzelçamlı. Recientemente, también ha habido servicios de transbordadores que operan de ida y vuelta entre Kuşadası y Güzelçamlı, lo que a su vez facilita el acceso al parque a los visitantes. Cada año, alrededor de 700.000 turistas extranjeros y nacionales visitan el parque.